# Zafra savignyi
Zafra savignyi is een slakkensoort uit de familie van de Columbellidae. De wetenschappelijke naam van de soort is voor het eerst geldig gepubliceerd in 1939 door Moazzo.